# Хичкок (филм)
Хичкок је амерички биографски романтични драмски филм из 2012. у режији Саше Гервазија и заснован на публицистичкој књизи Стивена Ребела из 1990. Алфред Хичкок и стварање Психо. Хичкок прича причу о односу Алфреда Хичкока и његове супруге Алме Ревил током снимања филма Психо 1959. године. Хичкок је премијерно приказан на АФИ фесту 1. новембра 2012, а објављен је у Сједињеним Државама 23. новембра од стране Fox Searchlight Pictures. Зарадио је 27 милиона долара у односу на буџет од 15 милиона долара.

## Радња
Године 1959. Алфред Хичкок је режирао свој најновији филм, Север-северозапад, са успехом критике и комерцијале, али је узнемирен инсинуацијом репортера да треба да се повуче. Настојећи да поврати уметничку смелост своје младости, Хичкок одбија филмске предлоге, укључујући Казино Ројал и Дневник Ане Франк, у корист хорор романа Роберта Блоха под називом Психо, заснованог на злочинима убице Еда Гина из стварног живота. Гин се појављује у секвенцама кроз филм, у којима изгледа да подстиче Хичкокову машту у вези са причом о Психо, или делује као нека функција Хичкоковог подсвесног ума (на пример, скреће Хичкокову пажњу на песак на поду купатила, чија количина открива како много времена његова супруга Алма проводи у кући на плажи са Витфилдом Куком).
Хичкокова супруга и уметничка сарадница, Алма, није ништа више одушевљена том идејом од његових колега, поготово што је њен пријатељ писац, Витфилд Кук, лобирао да погледа његов сопствени сценарио. Међутим, она топло прихвата Хичкоков предлог, сугеришући иновативни обрт заплета убијања главне женске улоге на почетку филма. Показало се да је шефове студија у Парамаунту теже убедити, што је приморало Хичкока да лично финансира филм и користи своју телевизијску екипу за снимање филма, његовог последњег са Парамоунтом.
Притисци продукције, као што је суочавање са Џефријем Шурлоком из Кодекса за продукцију филмова, и Хичкокове развратне навике, као што је када се саветују са главном женом, Џенет Ли, нервирају Алму. Она започиње личну сарадњу са Витфилдом Куком на његовом сценарију у његовој кући на плажи без Хичкоковог знања. Хичкок на крају открива шта је радила и сумња да је имала аферу. Ова забринутост утиче на Хичкоков рад на Психо. Хичкок се на крају суочава са Алмом и пита је да ли има аферу. Алма то љутито пориче.
Алма привремено преузима продукцију филма када је Хичкок прикован за кревет након што је колабирао од претераног рада, радећи на секвенци која је укључивала компликовани снимак процеса који приказује смрт детектива Арбогаста, са Алмином спецификацијом објектива од 35 мм, уместо 50 мм објектива који је Хичкок преферирао за ово филм.
У међувремену, Хичкок изражава своје разочарење Вери Мајлс због тога што није испунила његов план да постане следећа највећа звезда после Грејс Кели, али Мајлс каже да је задовољна својим породичним животом.
Руководиоци студија лоше су прихватили Хичкокову верзију Психо, док Алма открива да Витфилд има секс са млађом женом у његовој кући на плажи. Хичкок и Алма се помире и крену да раде на побољшању филма. Њихова обновљена сарадња даје резултате, кулминирајући тиме што Алма убеђује Хичкока да прихвати предлог њиховог композитора за додавање оштре музике Бернарда Хермана на сцену под тушем.
Након што је натерао Шурлока да остави садржај филма углавном нетакнут, Хичкок сазнаје да ће студио отворити филм само у два биоскопа. Хичкок организује посебна упутства за позориште како би изазвала интересовање јавности, као што је забрана уласка након почетка филма. На премијери филма, Хичкок прво гледа публику из кабине за пројекције, гледајући их кроз мали прозор. Хичкок тада чека у предворју реакцију публике, изводећи резне покрете на њихове реакције док они вриште на знак. Филм је награђен ентузијастичним пријемом.
Пошто је филм тако добро прихваћен, Хичкок се јавно захваљује својој супрузи што је помогла да то буде могуће и они потврђују своју љубав и партнерство. На крају у свом дому, Хичкок се обраћа публици наводећи да се Психо показао као велики врхунац у његовој каријери и да тренутно размишља о свом следећем пројекту. Гавран слеће на његово раме наговештавајући његов следећи филм, Птице.
Последње насловне карте кажу да је Хичкок режирао још шест филмова после Психо, од којих ниједан не би засјенио његов комерцијални успех, и иако никада није освојио Оскара, Амерички филмски институт му је доделио награду за животно дело 1979: награду за коју је тврдио да је делио је, као што је и имао свој живот, са својом женом Алмом.

## Глумци
- Ентони Хопкинс као Алфред Хичкок
- Хелен Мирен као Алма Ревил
- Скарлет Јохансон као Џенет Ли
- Тони Колет као Пеги Робертсон
- Џесика Бил као Вера Мајлс
- Џејмс Д'Арси као Ентони Перкинс

## Продукција

### Развој
Године 2005. објављено је да ће А&Е продуцирати телевизијски филм или минисерију засновану на књизи Стивена Ребела Алфред Хичкок и стварање Психо. Након тога, књига је изабрана као главни филм. Године 2007, склопљен је уговор на први поглед са Парамаунтом, оригиналним дистрибутером Психоа. Међутим, након четири године развоја у Парамаунту, производња се преселила на Фокс
Саша Гервази је био у преговорима да режира драмски филм у новембру 2011. Почетком следећег месеца, Гервази је потписао уговор за редитеља са Ентонијем Хопкинсом и Хелен Мирен који ће глумити Алфреда Хичкока и Алме Ревил. Косценариста Црног лабуда Џон Џеј Меклафлин написао је прве нацрте сценарија; касније, Ребело је написао додатне некредитоване нацрте који су померили фокус приче са Еда Гина и уместо тога ка сложеном личном и професионалном односу Хичкока и његове жене Ревил током снимања филма Психо.

### Кастинг
Велики део кастинга за филм најављен је у марту 2012. Скарлет Јохансон и Џејмс Д'Арси играли су звезде Психо, Џенет Ли и Ентонија Перкинса. Касније тог месеца Џесика Бил је добила улогу Вере Мајлс. Међу додатним члановима глумачке екипе били су Тони Колет као помоћник режисера од поверења, Дени Хјустон као сценариста и драматург Витфилд Кук, Мајкл Стулбарг као моћни агент и шеф студија Лу Васерман, Мајкл Винкот као серијски убица Ед Гин, Ралф Макио као сценариста Џозеф Стефано, Ричард Портноу као шеф Парамаунта Барни Балабан.

### Снимање
Главно снимање филма почело је 13. априла у Лос Анђелесу, а филм је преименован у Хичкок . Снимање је завршено 31. маја након завршетка сцене смештене током Психо премијере у Њујорку 16. јуна 1960.

### Музика
Дени Елфман је компоновао музику за филм. Елфман је претходно поново снимио оригиналну музику Бернарда Хермана за римејк Гаса Ван Сента из 1998.
Албум са звучним записима за филм објављен је 14. децембра 2012.

## Приказивање
Хичкок је имао ограничено издање 23. новембра 2012, како би се филм такмичио током сезоне Оскара . Филм је имао светску премијеру као уводни филм АФИ Феста 2012. 1. новембра гала свечаности у Холивуду.

## Пријем

### Зарада
Хичкок је зарадио око 24,7 милиона долара широм света. Током отварања на викенд за Дан захвалности, филм је дебитовао у 17 биоскопа и зарадио је у просеку 16.924 долара по биоскопу.

### Критике
Агрегатор рецензија Rotten Tomatoes даје оцену одобравања од 60% на основу 216 рецензија и просечну оцену од 6,19/10. Критички консензус веб-сајта гласи: „Иако пати од тоналне недоследности и недостатка истински проницљиве ретроспекције, Хичкок је уздигнут инспирисаним наступима у односу на своје две истакнуте главне улоге“. На Метакритик-у, филм има оцену 55 од 100 на основу 40 критичара, што указује на „мешовите или просечне критике“.
Убрзо након светске премијере филма на АФИ фесту 2012, објављене су прве критике о Хичкоку. Том О’Нил из Хафингтон Поста написао је: „Када се у четвртак увече филм отворио на АФИ фесту, публика је на крају пукла у дивље зебње. Овај Хичкок је тако добро направљен, толико забаван и тако напет да би оригиналног Хичкока учинио поносним. . . Озбиљан је кандидат за најбољи филм, главног глумца, главну глумицу, прилагођени сценарио, шминку, музику, а можда и уметничку режију .“ Џон Патерсон из Гардијана назвао је филм „паметним и духовитим“; „настајање Психоа је детаљно приказано, а да нисмо видели ни један кадар завршеног филма“ и закључено „живи и дише кроз Хопкинса и Мирен“.
По изласку у биоскоп, Мери Полс из Тајм је назвала филм „забавом за добро расположење, што је у реду за свакога ко више воли да је Хичкоковска историја сређена, без мегаломаније, снисходљиве окрутности и склоности сексуалном узнемиравању које су изазвале његов пост- Психо плавуша откриће Типи Хедрен да га прогласи 'злим, подлим човеком'". Роџер Еберт из Чикаго Сан Тајмса дао је позитивну рецензију филму и сматрао да филм највише зависи од приказа Алме Ревил од стране Хелен Мирен, за коју је сматрао да је „топао и ефикасан“.
Многи критичари су упоредили филм са ХБО -овим биографским филмом Девојка, који је објављен месец дана раније и детаљно описује Хичкок који снима Птице и Марни . Џастин Чанг из Варијети -а је написао да „упоредиво пенушави Хичкок нуди симпатичнију, чак и комичнију процену човека иза крупне силуете“. Тод Макарти из Холивуд Репортера такође је приметио да филм „доноси меру аутентичности која у потпуности недостаје Девојчици “. Када је писао о филму у целини, Мекарти је рекао: „ Хичкок је можда дело фантазије и спекулација колико и историја и биографија, али као интерпретација унутрашњег живота и маште великог талента, неоспорно је живахан и провокативан“ .